# Monuments nationaux de Visoko
Cet article recense les monuments nationaux situés sur le territoire de la municipalité de Visoko en Bosnie-Herzégovine et dans la fédération de Bosnie-et-Herzégovine. La liste établie par la Commission pour la protection des monuments nationaux compte 6 monuments nationaux inscrits sur la liste principale et 3 monuments inscrits sur une liste provisoire.

## Monuments nationaux
| Monument                                        | Localité            | Géolocalisation | Datation                                                    | Commentaire éventuel                                                                                  | Photo |
| ----------------------------------------------- | ------------------- | --------------- | ----------------------------------------------------------- | --- | ----- |
| Église Saint-Procope de Vosoko                  | Visoko              |                 | 1853                                                        | Église orthodoxe serbe ; notamment avec le cimetière et 18 icônes                                     |       |
| Site archéologique de Mile                      | Arnautovići         |                 | Préhistoire, Moyen Âge                                      | Notamment avec les ruines de l'église médiévale du couronnement et de la sépulture des rois de Bosnie |       |
| Site archéologique d'Okolište                   | Okolište-Radinovići |                 | Néolithique                                                 | Vestige d'un village ; culture de Butmir                                                              |       |
| Couvent franciscain Saint-Bonaventure de Visoko | Visoko              |                 | Fondé au XIVe siècle ; nombreux remaniements ultérieurs     | Transformé en lycée ; avec des biens mobiliers                                                        |       |
| Forteresse de Visoki                            | Visoko              |                 | Moyen Âge                                                   | |       |
| Tabačka džamija (Tabačica džamija)              | Visoko              |                 | Première moitié du XVIIe siècle ? ; remaniements ultérieurs | Avec le cimetière                                                                                     |       |

## Liste provisoire
| Monument                                     | Localité    | Géolocalisation | Datation | Commentaire éventuel | Photo |
| -------------------------------------------- | ----------- | --------------- | -------- | -------------------- | ----- |
| Mosquée d'Alaudin Kebir (Šadrvanska džamija) | Visoko      |                 |          |                      |       |
| Couvent franciscain d'Arnautovići            | Arnautovići |                 |          |                      |       |
| Naksibendijska džamija                       | Visoko      |                 |          | Mosquée              |       |